# George Furey
George J. Furey (San Juan de Terranova, 12 de mayo de 1948) es un político canadiense, actualmente senador de Canadá en representación de Terranova y Labrador, y se desempeña como presidente del Senado de Canadá.

## Biografía
Nació en la ciudad de San Juan de Terranova. Obtuvo una Licenciatura en Artes y una Licenciatura en Educación de la Universidad Memorial de Terranova en 1970. También completó una Maestría en Educación en 1976. Después de graduarse, trabajó como maestro para la Junta Escolar Católica en su ciudad natal.
Después de una carrera en educación, obtuvo un título en derecho de la Universidad de Dalhousie en 1983. Más tarde, Furey fue nombrado socio en el bufete de abogados Furey & Hurley. Fue nombrado consejero de la reina en 1996.

## Carrera política

### Senador
Fue nombrado senador de Canadá por el primer ministro Jean Chrétien el 11 de agosto de 1999. Como senador, fue miembro de varios comités del Senado y se desempeñó como presidente del Comité Permanente de Economía Interna, Presupuestos y Administración, y de la Comisión Permanente de Asuntos Jurídicos y Constitucionales.
El 29 de enero de 2014, el líder del Partido Liberal, Justin Trudeau, anunció que todos los senadores liberales, incluido Furey, serían eliminados del partido y continuarían en el Senado como independientes.

### Presidente del Senado
El 3 de diciembre de 2015 fue nombrado presidente del Senado por el primer ministro Justin Trudeau en sustitución del senador Leo Housakos. Renunció a la bancada del Partido Liberal Independiente al asumir la presidencia.